# Thwaitesia argenteosquamata
Thwaitesia argenteosquamata is een spinnensoort in de taxonomische indeling van de kogelspinnen (Theridiidae).
Het dier behoort tot het geslacht Thwaitesia. De wetenschappelijke naam van de soort werd voor het eerst geldig gepubliceerd in 1891 door Lenz.